# Piłkarski Turniej na Cyprze 1997
Piłkarski Turniej na Cyprze 1997 – turniej piłkarski na Cyprze zorganizowano po raz pierwszy w 1997 roku. Uczestniczyły w nim cztery reprezentacje: gospodarzy, Polski, Łotwy i Litwy (pod szyldem tej reprezentacji wystąpił klub FBK Kowno). 
| 14 lutego Paralimni | Cypr   | 2-0 (2-0) | Łotwa  |
| 14 lutego Ayia Napa | Polska | 0-0       | Litwa  |
| 15 lutego Derinia   | Łotwa  | 1-0 (0-0) | Litwa  |
| 15 lutego Ayia Napa | Cypr   | 2-3 (0-2) | Polska |
| 17 lutego Paralimni | Cypr   | 1-0 (0-0) | Litwa  |
| 17 lutego Derinia   | Polska | 3-2 (0-1) | Łotwa  |

## Tabela końcowa
| M | Reprezentacja | L.m. | Zw. | Rem. | Por. | Bramki | R.br. | Pkt |
| 1 | Polska        | 3    | 2   | 1    | 0    | 6:4    | +2    | 7   |
| 2 | Cypr          | 3    | 2   | 0    | 1    | 5:3    | +2    | 6   |
| 3 | Łotwa         | 3    | 1   | 0    | 2    | 3:5    | -2    | 3   |
| 4 | Litwa         | 3    | 0   | 1    | 2    | 0:2    | -2    | 0   |

Zwycięzcą piłkarskiego turnieju na Cyprze 1997 została reprezentacja Polski.